# Djane Nany
Daniela Daneska Vásquez Nieves (Maracay, Venezuela, 19 de octubre de 1986), de nombre artístico Djane Nany, es una disc-jockey, música y modelo venezolana.

## Carrera
Djane comenzó su carrera como animadora y cantante en 2001, mientras todavía era una adolescente. También trabajó como modelo, participando en campañas publicitarias en Venezuela y modelando para la revista Playboy Venezuela, siendo una de las playmates elegidas para participar en el calendario de 2014.
Como disc-jockey, ha producido mezclas de electro house, progressive house y tech house. Sus mezclas incluyen "Replay", "Blindada", "Feel It Close" y "I Love Aruba", y ha abierto conciertos para artistas tales como Wisin, Plan B, J Balvin y Don Miguelo. Ha participado en eventos de música electrónica como el 3D Electronic Fest de 2015, en Panamá, y I love Aruba, en Aruba, y se ha presentado en países como Estados Unidos, España, Colombia, República Dominicana y Guatemala.
La productora Onzza Producciones comercializó shows conjuntos de Vanessa Senior, Tonny Boom y Djane Nany hasta 2015, cuando Boom y Nany anunciaron su separación de las productora.En marzo del 2016 inició un proyecto en Maracaibo para una audiencia infantil, "¿Tu mamá lo sabe?", junto con Tonny Boom y Yei Love.Entre sus shows se encuentran "Blindada" y "Orgasmo Electrónico".

## Vida personal
Djane Nany mantuvo una relación sentimental con Vanessa Senior desde mediados de 2014, trabajando con ella en diversos proyectos.En 2019 inició una relación con Vanessa Fasolino.